# Рейк'явік
Рейк'я́вік (ісл. Reykjavík) — столиця та найбільше місто Ісландії, з населенням понад 120 тисяч осіб (з передмістями понад 200 тисяч, що становить половину населення всього острова). Рейк'явік лежить на південно-західному кінці країни, півострові Рейк'янес, більша частина якого покрита застиглою лавою з прорізами, грудами та пагорбами вулканічного походження. Рейк'явік розташований навпроти гори Еша, верхів'я якої майже цілий рік покрите снігом.

## Географія

### Річки
Через східні райони Рейк'явіка протікає декілька річок (ісл. ау, аур — річка): річка Етлізааур — 5 км довжиною, від озера Еллідаватн до Атлантичного океану; річки Бугда, Гоульмсау та Судурау — усі три впадають в озеро Етлізаватн; річка Ультарсау переходить у річку Корпуулівсстадаау, впадає в Атлантичний океан і є східною межею Рейк'явіка, відокремлюючи його від міста Мосфельсбаїр.

### Острови
До меж Рейк'явіка входять також п'ять островів — Відей, Енгей, Гоульмар, Ейдісскер, Акурей — та півострів Гельдінганес (усі не заселені через відкриті простори та сильні вітри). Найбільший серед них — острів Відей (площею приблизно 1,5 км²), на якому є декілька будівель: ресторан, лютеранська церква (освячена в 1774 році), руїни монастиря та винайм ісландських міні-коней улітку. У 1226 році на острові Відей було збудовано та освячено католицький монастир, який пізніше став одним із найбагатших монастирів в Ісландії. У 1539 році, у часи Реформації, протестантські повстанці на чолі з Дідріком із Міндену захопили монастир, і його було проголошено власністю данського короля. Останній ісландський католицький єпископ Йоун у 1550 році повернув монастир і знову освятив його. Але незабаром його самого та його синів було страчено відсіченням голови сокирою без жодного суду. Їхній кат сам помер раптовою смертю незабаром після цього випадку.

### Клімат
| Клімат Рейк'явіка                          | Клімат Рейк'явіка | Клімат Рейк'явіка | Клімат Рейк'явіка | Клімат Рейк'явіка | Клімат Рейк'явіка | Клімат Рейк'явіка | Клімат Рейк'явіка | Клімат Рейк'явіка | Клімат Рейк'явіка | Клімат Рейк'явіка | Клімат Рейк'явіка | Клімат Рейк'явіка | Клімат Рейк'явіка |
| Показник                                   | Січ.              | Лют.              | Бер.              | Квіт.             | Трав.             | Черв.             | Лип.              | Серп.             | Вер.              | Жовт.             | Лист.             | Груд.             | Рік               |
| Середній максимум, °C                      | 1,9               | 2,8               | 3,2               | 5,7               | 9,4               | 11,7              | 13,3              | 13,0              | 10,1              | 6,8               | 3,4               | 2,2               | 6,96              |
| Середня температура, °C                    | −0,6              | 0,4               | 0,6               | 3,1               | 6,5               | 9,3               | 10,8              | 10,5              | 7,6               | 4,5               | 1,4               | −0,3              | 4,48              |
| Середній мінімум, °C                       | −3                | −2,1              | −2                | 0,4               | 3,6               | 6,7               | 8,3               | 7,9               | 5,0               | 2,2               | −1,3              | −2,8              | 1,91              |
| Середня кількість сонячних годин на місяць | 24,8              | 53,7              | 111,6             | 141,0             | 192,2             | 162,0             | 170,5             | 155,0             | 126,0             | 83,7              | 39,0              | 9,3               | 1268,8            |
| Норма опадів, мм                           | 75.6              | 71.8              | 81.8              | 58.3              | 43.8              | 50                | 51.8              | 61.8              | 66.5              | 85.6              | 72.5              | 78.7              | 798.2             |
| Днів з дощем                               | 13,3              | 12,5              | 14,4              | 12,2              | 9,8               | 10,7              | 10                | 11,7              | 12,4              | 14,5              | 12,5              | 13,9              | 147,9             |
| ------------------------------------------ | ----------------- | ----------------- | ----------------- | ----------------- | ----------------- | ----------------- | ----------------- | ----------------- | ----------------- | ----------------- | ----------------- | ----------------- | ----------------- |

## Історія

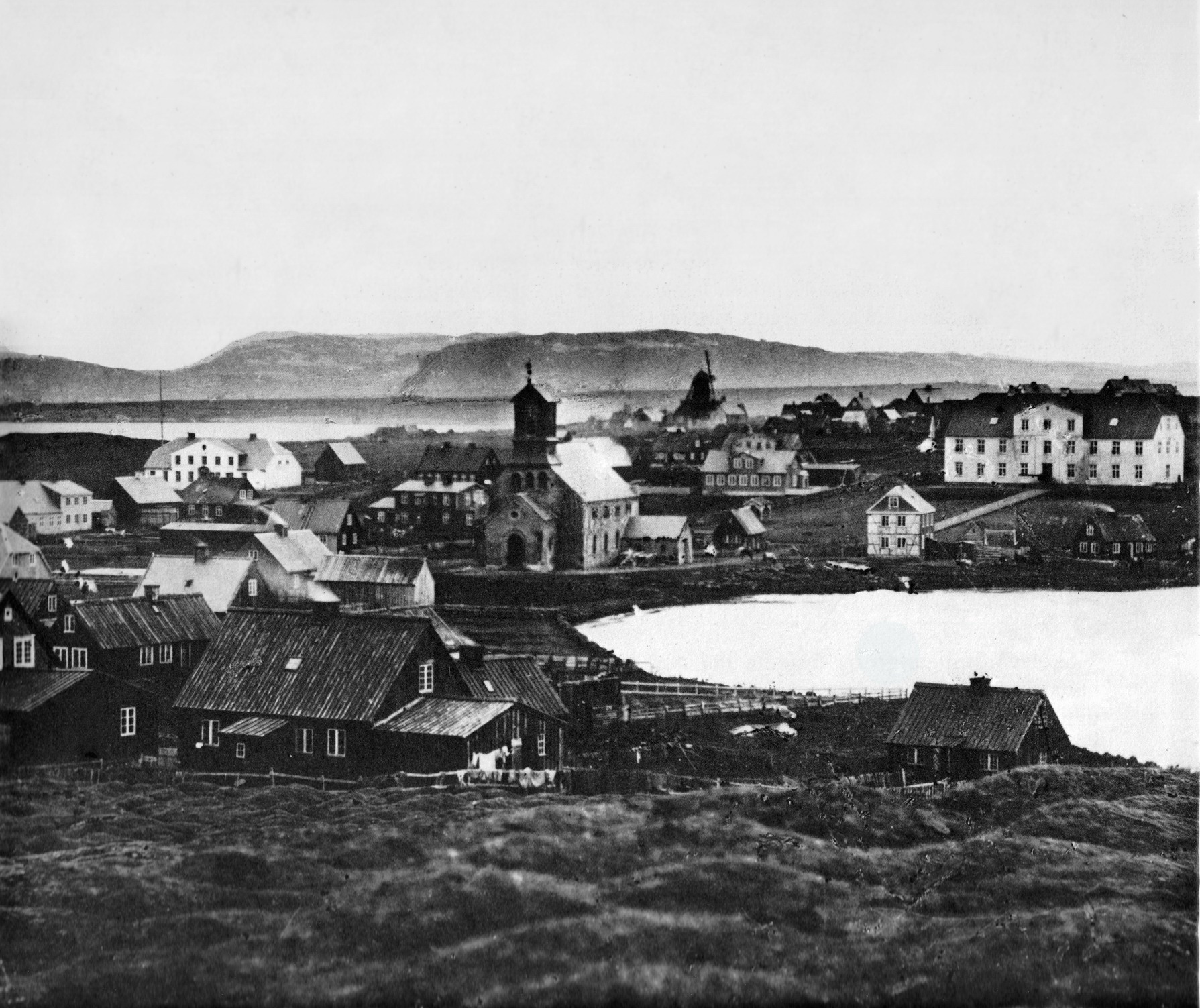
Місто у 1860-х

У перекладі з ісландської Рейк'явік значить «димна бухта». Таку назву місту в 874 році дав його засновник, мандрівник і дослідник Інгольф Арнарсон. Коли він відплив від берегів Північної Норвегії у 874 році, він вважав, що це за Божим покликом його обрано першим відкривачем цієї бідної, неродючої та незаселеної землі. По суті, він кинув дві порізані, дерев'яні колоди на воду і присягнувся, що буде мандрувати будь-куди до того часу, поки вони не дістануться берега. Ось так заснували Рейк'явік. У ті часи вода омивала значно більшу частину острова ближче до центру країни і, закутки вулиць Адальстрейті та Сузургата — це ті місця, де колись (як погоджуються історики) було засноване Арнарсонове господарство.
Багато століть по тому, біля середини XIX століття, маленьке містечко почало зростати біля ферми Рейк'явік завдяки королівському скарбникові Скулі Магнуссону (Skuli Magnusson), відомому як «батько Рейк'явіка», який заснував шерстяні майстерні в Рейк'явіку в рамках своєї діяльності з модернізації ісландської економіки. Це послужило поштовхом до початку розвитку Рейк'явіка як міста. Статус міста Рейк'явік отримав в 1786 році.
Ісландський парламент альтинг (Alþingi) вперше зібрався в 930 році на Полях тінга (Тінгвеллір, Þingvellir) на південному заході Ісландії.
У 1798 році альтинг було скасовано, але в 1845 році відтворено в Рейк'явіку, де перебував уряд країни та адміністрація. Коли Ісландія добилася самоврядування, а потім і незалежності від Данії, Рейк'явік став столицею держави.
Із прискоренням економічного прогресу у XX столітті ріс і Рейк'явік, але особливо швидкий розвиток він отримав у другій половині XX століття.

### Рейк'явік сьогодні
Серце Рейк'явіка — простір між ставком Тьйорнін (Tjornin) і бухтою. На цій ділянці знаходяться парламентська площа, пішохідна вулиця Ойстурстрайті (Austurstraeti) з численними магазинами сувенірів і найстарша в місті вулиця Адалстрайті (Adalstraeti), на якій розташований інформаційний центр для туристів.
Символом Рейк'явіка є собор Гатльґрімскірк'я (Hallgrimskirkja). Біля входу в собор знаходиться пам'ятник першовідкривачеві Америки Лейфу Еріксону — подарунок США Ісландії на честь 1000-річчя парламенту (Альтингу). Сам собор, збудований у 1974 році, відзначається своєю 75-метровою дзвіницею, вид на місто з якої просто вражає.
У 2000 році ЮНЕСКО надало Рейк'явіку статусу «Культурної столиці світу», а рік по тому місто отримало офіційне звання «Найгарячішої столиці Європи».
У місті розташована Національна й університетська бібліотека Ісландії, Національна галерея Ісландії, ботанічний сад.
Відстань до міжнародного аеропорту імені Лейфа Еріксона в м. Кеплавік — бл. 40 км. Рейк'явік та Кеплавік з'єднує швидкісна автотраса знана як Рейк'янесбройт. У самому Рейк'явіку діє також міський аеропорт, який обслуговує внутрішні рейси.

## Дільниці Рейк'явіка з поштовими кодами

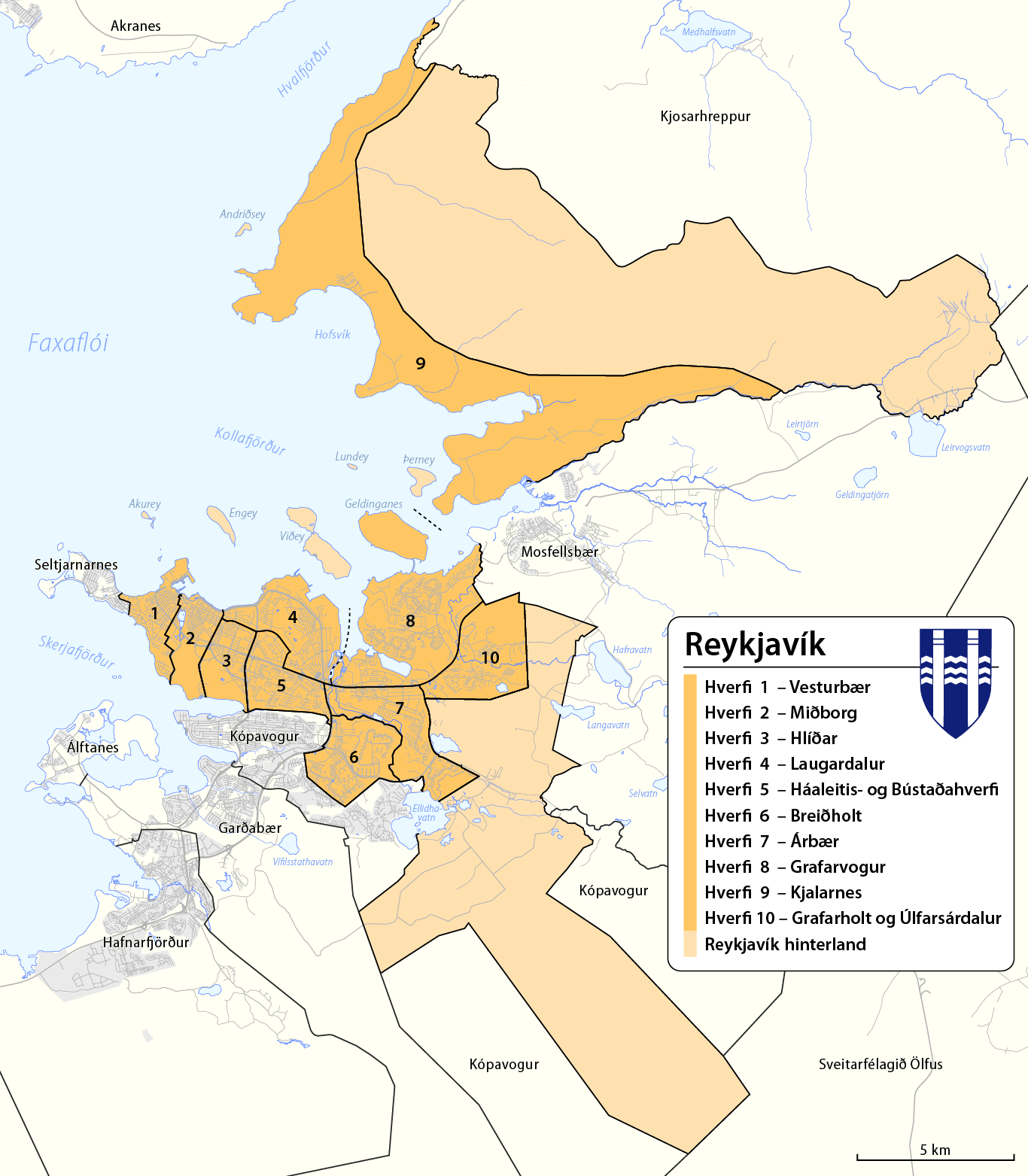
Дільниці Рейк'явіка

Пояснення: Бройт — проспект, траса; Веґур — дорога; Ґата, страйті — вулиця; Баїр — місто; Гьопн — гавань.
Поштові індекси Рейк'явіка: 101—155 де:
- 101 — Мідбаїр (центр міста), Ойстурбаїр, Вестурбаїр, Орфірсей, Намла Гепнін

Головні вулиці: Лойгавегур, Кверфісгата, Міклабройт, Сайбройт, Рінгбройт, Банкастрайті, Геірсгата, Лайк'яргата, Скоулавьордустігюр, Сузургата
- 107 — Меляр, Грандар, Скйоуль

Головні вулиці: Аїссіда, Гофсватлагата, Ейдсгранді, Фаулькагата, Гагамелюр, Фурумелюр
- 105 — Туун, Голт, Півн. Глідар, Півд. Глідар, Оскуглід, Нордур Мирі, Лайкір, Тейгар

Головні вулиці: Лойгавегур, Ноатун, Боргартун, Міклабройт, Флоукаuата, Сайбройт, Сноррабройт, Скулагата, Гофзатун, Скулатун, Гаутун, Скіпгольт.
Оскуглід — є популярним місцем відпочинку жителів столиці. В 1950 р тут були насаджені дерева, що перетворилося на великий ліс з пішохідними доріжками. Поруч знаходиться Пертла (досл. Перлина), разюча величезна споруда зі шкляним куполом, де діє музей історії Ісландії «Сага», унікальний фонтан, туристичний кафетерій з магазином та дорогий ресторан, що обертається разом зі шкляним куполом. Пертла — туристична атракція оскільки з її вершини видно весь Рейк'явік та околиці. Поруч з Пертля споруджено штучний гейзер, що вибухає цівкою води через певний інтервал.
- 104 — Лойгарааус, Сунд, гавань Сундагепн, Геймар, Вогар V, Вогар А

Головні вулиці: Сайбройт, Лойгарасвегур, Ланггольтсвегур, Ватнагардар, Гнодарвегур

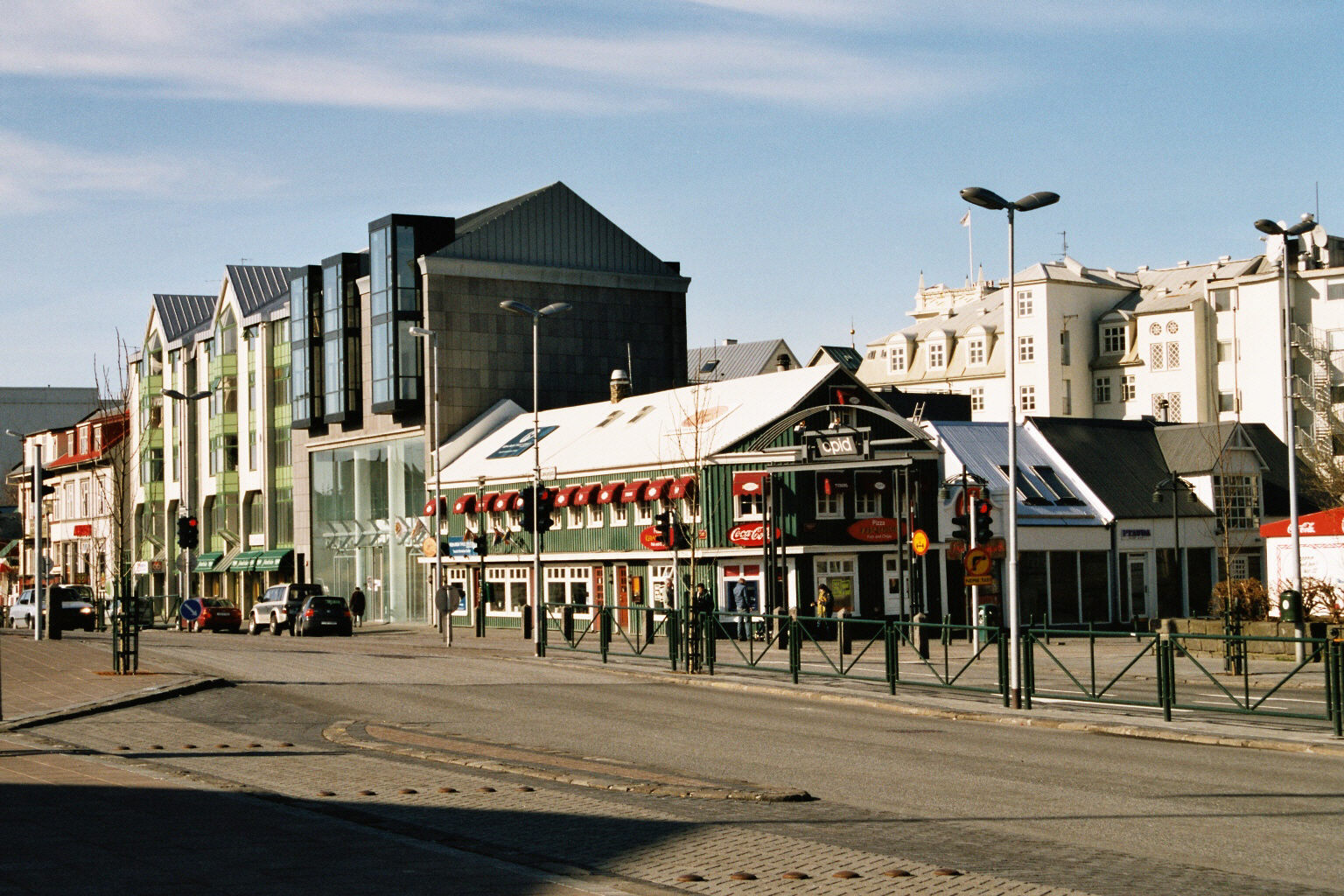
м. Рейк'явік

- 108 — Фоссвогур, Герді, Півн. Гауалейті, Скейван, Мулар

Головні вулиці: Міклабройт, Скейван, Фаукафен, Факсавен
Район Скейван — торгова дільниця Рейк'явіка з десятками магазинів, найбільший серед них Гагкойп (ісландської мережі Гагкойп, супермаркети якої є в різних районах країни), магазини електротоварів Елко та ВТ. На Скейван знаходиться теж школа мов Мімір, де сотні нових іноземних іммігрантів вивчають ісландську мову, а дорослі ісландці — іноземні мови.
- 110 — Гьофзар А, Гьофзар V, Бріггю-кверфі, Гаульсар, Аурбаїр, Артунсгольт, Селаус.

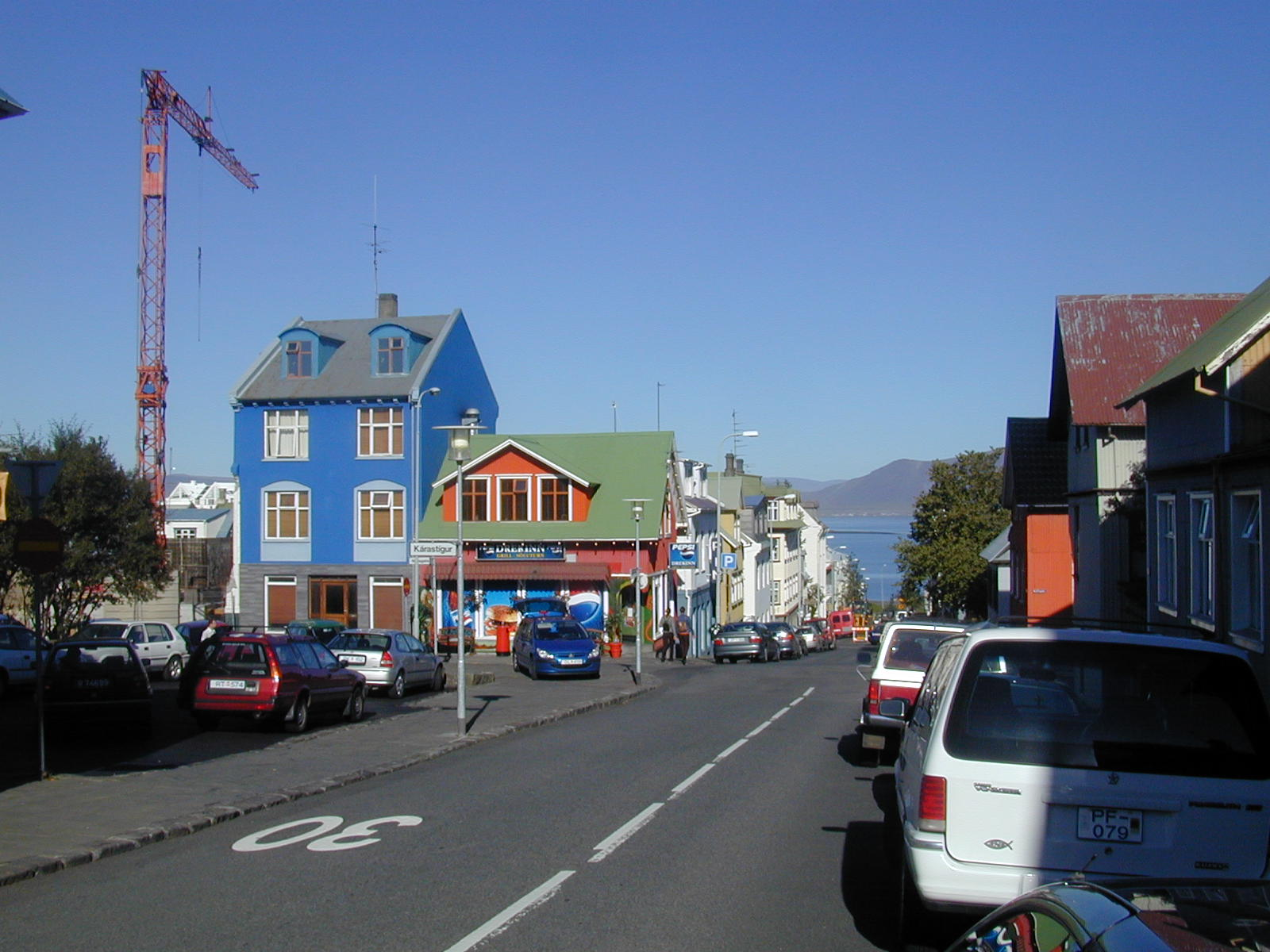
вулиця Карастігур (ісл. стігур озн. узвіз, спуск), м. Рейк'явік

Головні вулиці: Артунсбрекка, Вестурляндсвегур, Судурляндсвегур (досл. «південна дорога» яка з'єднує Рейк'явік з містами Кверагерді та Сельфос і нещасно знана багатьма дорожніми випадками з кількома десятками загиблих через швидкісне водіння на цій трасі. Монумент з десятками білих хрестів відповідно до кількості загиблих встановлений біля траси, не доїжджаючи до м. [Кверагерді]]), Гофдабаккі, Більдсгофді, Стоургофді (ділянка складів, фабрик та автомобільних салонів).
В Аурбаїрі розташований музей архітектори — скансен Арбаєрсапн, частина історичного музею Рейк'явіка. На півдні район переходить у великий за ісландськими мірками ліс Гейдмерк, популярне місце прогулянок та відпочинку з багатьма пішохідними доріжками. В цьому районі також розташовані два найбільші озера в Рейк'явіку: Етлізаватн та Ройзаватн (досл. «червоне озеро») та річка Етлізаау, долина якої знана як Етлізааурдалюр засаджена ялинками та соснами й є також популярною зоною відпочинку.
- 113 — Граваргольт

У Граваргольті розташоване невелике озеро Рейнісватн, доступне для риболовлі.
- 109 — Брейдгольт, Сель, Баккар, Стеккір.

- 111 — Фетль, Нордурфетль, Гоуляр. Найменш популярна дільниця Рейк'явіка через злочинність та наркоманію. Через це ціни на житло в дільниці Фетль — серед найнижчих в столиці.

- 112 — Граварвогюр, Фолдір, Гамрар, Боргір, Боргаргольт, Рімар, Енгі, Стадір, Вікур, Гуус, Кельднагольт

## Населення
| Рік  | Місто   | Регіон  |
| ---- | ------- | ------- |
| 1801 | 600     | -       |
| 1860 | 1,450   | -       |
| 1901 | 6,321   | 8,221   |
| 1910 | 11,449  | 14,534  |
| 1920 | 17,450  | 21,347  |
| 1930 | 28,052  | 33,867  |
| 1940 | 38,308  | 43,483  |
| 1950 | 55,980  | 44,813  |
| 1960 | 72,407  | 88,315  |
| 1970 | 81,693  | 106,152 |
| 1980 | 83,766  | 121,698 |
| 1985 | 89,868  | --      |
| 1990 | 97,569  | 145,980 |
| 1995 | 104,258 | --      |
| 2000 | 110,852 | 175,000 |
| 2005 | 114,800 | 187,105 |
| 2006 | 115,420 | 191,612 |
| 2007 | 117,721 | 196,161 |
| 2008 | 119,848 | 201,585 |
| 2011 | 119,108 | 202,341 |

Населення Рейк'явіка у 2005 році: 114,800 / 187,105 (з передмістями).
Щільність населення міста: 413/ км².
Населення 6 передмість (міста-сателіти Рейк'явіка):
- Коупавогюр: 26,468
- Гапнарф'єрдюр: 22,451
- Гардабайр 9,423
- Мосфелльсбайр: 7,157
- Сельт'ярнес: 4,461
- Аультанес: 2,183

## Міжнародні відносини
У міста 18 побратимів:
| - Баку - Каракас - Копенгаген - Дрезден - Гельсінкі - Кінгстон-апон-Галл - Ла-Пас - Мехіко - Львів (2023) | - Нуук - Осло - Сіетл - Стокгольм - Струмиця - Торсгавн - Вільнюс - Вінніпег |